# Srpce
Srpce (en serbe cyrillique : Српце) est un village de Serbie situé dans la municipalité de Kučevo, district de Braničevo. Au recensement de 2011, il comptait 104 habitants.

## Démographie
| 1948 | 1953 | 1961 | 1971 | 1981 | 1991 | 2002 | 2011 |
| ---- | ---- | ---- | ---- | ---- | ---- | ---- | ---- |
| 294  | 285  | 322  | 329  | 307  | 293  | 151  | 104  |

|  |